# Nossa Senhora das Dores (Capo Verde)
Nossa Senhora das Dores è una frazione (freguesia) e parrocchia (paróquia) di Capo Verde, con capoluogo Espargos. Il suo territorio coincide con quello della contea (councelho) di Sal, di cui costituisce l'unica freguesia, e comprende l'intera isola omonima. La parrocchia prende il nome dalla patrona di Sal.